# Слепило
Слепило (ијек. сљепило; оштећење вида, губитак вида) здравствени је поремећај који се огледа у делимичној или потпуној немогућности визуелне перцепције у мери која није решива применом уобичајених средства, као што су наочаре. Неки извори исто тако укључују особе са умањеном способношћу вида зато што оне немају приступ наочарима или контактним сочивима. Оштећење вида се често дефинише као најбоље коригована оштрина вида која је гора од било 20/40 или 20/60. Термин слепило се користи за комплетан или скоро комплетан губитак вида. Оштећење вида може довести до проблема при нормалним свакодневним активностима као што су вожња, читање, дружење и ходање. Слепило настаје као последица физиолошких или неуролошких поремећаја, повреда итд. Слепило може бити узроковано наследним факторима, озледом или болешћу. Постоје разне скале којима се описује тежина овог поремећаја и дефинише слепило.
Најчешћи узроци за оштећење вида на глобалном нивоу су неусклађене рефракцијске грешке (43%), катаракте (33%), и глауком (2%). Рефрактивне грешке обухватају кратковидност, далековидост, пресбиопију, и астигматизам. Катаракте су најчешћи узрок слепила. Друге болести које могу да узрокују проблем с видом су старосна дегенерација макуле, дијабетесна ретинопатија, корнеално замагљење, дечије слепило, и бројне инфекције. Оштећење вида такође може бити узроковано између осталог и проблемима у мозгу услед можданог удара, прераног рођења, или траума. Ти случајеви су познати као кортикално оштећење вида. Тестирање могућих проблема с видом код деце може довести до побољшања вида у будућности и допринети образовним достигнућима. Тестирање одраслих без симптома има непредвидиве исходе. Дијагноза се успоставља офталмолошким прегледом.
Светска здравствена организација (WHO) процењује да се 80% оштећење вида може се спречити или лечити. Тиме су обухваћене катаракте, инфекције речног слепила и трахома, глауком, дијабетесна ретинопатија, некориговане рефрактивне грешке, и неки случајеви дечијег слепила. Многи људи са знатним поремећајима вида могу да имају користи од рехабилитације вида, промена животне средине, и помоћних уређаја.
Године 2015. је било више од 940 милиона људи са неким степеном губитка вида. Од тога 246 милиона је имало лош вид, а 39 милиона је било слепо. Већина људи са лошим видом живи у земљама у развоју и узраста су од преко 50 година. Удео људи са умањеним видом је паду од 1990-их. Оштећења вида узрокују знатне економске трошкове, директно услед трошка третмана и индиректно услед умањене радне способности.
Постоје разне скале којима се описује тежина губитка вида и дефинише слепоћа. Потпуна слепоћа је потпуни губитак осећаја облика и светлости, а клинички се бележи као БПС, што је скраћеница за „без перцепције светла“. Слепоћа се често користи за описивање тешког оштећења вида с нешто резидуалног (преосталог) вида. Особе које имају само осећај светла заправо имају само толико вида да могу да разликују светло од таме. Особа која има пројекцију светлости може да распозна груби смер одакле допире светло.
Да би се могло одредити којим људима је потребна посебна помоћ због њихове видне неспособности, владе у Северној Америци и већина влада у Европи су формулирале сложену дефиницију легалне слепоће. Легална слепоћа је дефинисана као видна оштрина од 20/200 (6/60) или мање у здравијем оку са најбољом могућом корекцијом. То значи да легално слепа особа мора стајати 20 стопа (6,1 м) од објекта да би га видела – са видном корекцијом – са истим ступњем оштрине као нормална особа која види тај исти објект са 200 стопа (61 м). У многим подручјима особе са средњом видном оштрином које имају видно поље мање од 20 ступњева (нормално је 180 ступњева) су исто класификоване као легално слепе. Отприлике 10% од свих легално слепих су у потпуности без вида. Остали имају делимично вид од светлосне перцепције до релативно добре видне оштрине. Смањени вид се некад описивао као видна оштрина од 20/70 до 20/200. До 10. ревизије СЗО (Интернационална статистика класификације болести, озледа и узрока смрти) дефинисала је смањени вид као видну оштрину мању од 6/18 (20/60), али једнако или боље од 3/60 ( 20/400), или смањење видног поља на мање од 20 ступњева у здравијем оку са најбољом могућом корекцијом. Слепоћа је дефинисана као видна оштрина мања од 3/60 (20/400) или смањење видног поља на мање од 10 ступњева, у здравијем оку са најбољом могућом корекцијом.
Треба узети у обзир да слепе особе са неоштећеним очима могу још да региструју светло невизуелно, што им омогућава одржавање циркадијалног ритма, тј. 24-сатног циклуса дан/ноћ. Наиме, светлосни се сигнал преноси и ретинохипоталамичким путем, па оштећење дела видног пута иза ретинохипоталамичког пута није препрека за невизуални осећај светлости.

## Легална слепоћа у САД
Године 1934. Америчко медицинско друштво (АМА) донело је ову дефиницију слепоће: Централна видна оштрина од 20/200 или мање у здравијем оку с корекцијским наочарама или централна видна оштрина већа од 20/200 у којој је периферно видно поље сужено толико да најшири дијаметар видног поља у здравијем оку не прелази угаону ширину од 20 ступњева. Конгрес Сједињених Америчких Држава је у Закону о социјалном осигурању, донесеном 1935. године, ову дефиницију укључио као саставни део програма за помоћ слепима. Године 1972. програм за помоћ слепима припојен је с још два програма у Чланак XVI Закона о социјалном осигурању, да би се основао програм за осигурање дохотка за помагала, а закон гласи: особа ће се сматрати слепом ако централна видна оштрина те особе на здравијем оку с корекцијским сочивом износи 20/200 или мање. Око у којем је периферно видно поље сужено толико да најшири дијаметар видног поља не прелази угаону ширину од 20 ступњева, бит ће сврстано под први део дефиниције која описује централну видну оштрину од 20/200 или мање. Особа ће се такође сматрати слепом уколико је та слепоћа дефинисана државним планом одобреним под Чланком X или XVI, донесеним у новембру 1972, а од новембра 1973. (на основу слепоће) ће се по наведеном плану особи пружати помоћ све док слепоћа траје или је тако дефинирана.
Кувајт је једна од многих земаља која има исте критерије законске слепоће.

### Епидемиологија
The WHO estimates that in 2012 there were 285 million visually impaired people in the world, of which 246 million had low vision and 39 million were blind.
Светска здравствена организација проценила је да је у 2012. години у свету било 285 милиона особа с оштећењем вида, те је од тога 246 милиона особа имало слаб вид, док је 39 милиона је било слепо. Међу њима 90% живи у земљама у развоју. Широм света на сваку слепу особу, у просеку 3,4 људи има знатно умањен вид, са државним и регионалним варијацијама у опсегу од 2,4 до 5,5.
Процењено је да је 1987. године у САД било 598.000 особа које одговарају дефиницији законске слепоће. Од 598.000 особа, њих 58% било је старије од 65 година. У раздобљу од 1994. до 1995. год. 1,3 милиона Американаца регистровано је као слепо.

## Узроци слепоће
Многобројни су узрочници који доводе до оштећења вида.

### Болести
Најчешћи узроци оштећења вида су различите болести и неухрањеност. Према подацима из 2002. године које је објавила Светска здравствена организација, најчешћи узрочници слепила у свету су:
- катаракта (47,9%)
- глауком (12,3%)
- макуларна дегенерација (8,7%)
- замућење рожњаче (5,1%)
- дијабетесна ретинопатија (4,8%).[17]

Особе које живе у земљама у развоју имају знатно више оштећења вида, и то због недостатка лечења и превенције, него особе које живе у развијеним земљама. Док је оштећење вида у целом свету повезано са животним добом изнад 60 година, деца која живе у сиромашним заједницама ће чешће имати оштећење вида неголи деца која живе у добростојећим заједницама.
Веза између сиромаштва и лечења оштећења вида најизразитија је код успоређивања узрочника слепоће између регија. Код већине одраслих особа у Северној Америци и у Западној Европи оштећење вида је узроковано сенилном макуларном дегенерацијом и дијабетичком ретинопатијом. Иако се оба та стања лече, ниједно се не може излечити.
Особе које живе у земљама у развоју имају краћи животни век, катаракта и паразитске болести које се преносе водом најчешћи су узроци оштећења вида и успешно се лече, као нпр. речна слепоћа. Од 40 милиона слепих људи у свету, процењује се да би 70-80% њих лечењем могло делимично или у потпуности да поврати вид.
У развијеним земљама где су паразитске болести мање учестале и операција катаракте доступнија, водећи узрочници слепоће су сенилна макуларна дегенерација, глауком и дијабетичка ретинопатија.

## Мобилност
Мали број слепих особа користи псе водиче као помоћ при кретању. Ови пси су дресирани за обилазак препрека и упозоравање, кад је то потребно, на успињање или силазак степеницама. Ипак корисност паса је ограничена њиховом неспособношћу разумевања комплекснијих усмерења. Човек даје упуте псу водичу, базиране на вештинама савладаним кроз претходни тренинг. У том смислу, руковатељ псом је попут авионавигатора који мора да зна како да дође с једног места на друго, а пас је пилот који га треба довести тамо сигурно.
Владине мере понекад су усмерене на прилагођавање јавних простора да буду приступачнији слепим особама. Јавни превоз је потпуно доступан слепима у многим градовима. Опипљиви прелаз и звучни саобраћајни сигнали омогућују лакши и сигурнији прелаз улице за слабовидне пешаке. Поред доношења правила о томе ко сме, а ко не сме користити штап, неке владе су правило предности у саобраћају дале корисницима белог штапа или пса водича.

## Читање и повећавање
Већина слабовидних особа које нису потпуно слепе читају текст, било уобичајене величине или увећан повећалима. Многи такође читају велика слова која су им лакша за читање без таквих повећала. Разноликост наочара за повећавање, било ручне, било стоне може им олакшати читање. Остали читају записе написане Брајевом азбуком (или ретко кориштену Мунову азбуку), или се ослањају на говорне књиге, читаче или машине за читање. Они користе компјутере са посебним хардверима као што су скенери и обновљиви Брајеви заслони, и софтверима прављеним посебно за слепе као што су апликације за оптичко препознавање знакова и читач екрана.
Неки људи приступају овим материјалима путем агенција за слепе, као што је Национални библиотекарски сервис за слепе и физички хендикепиране у Сједињеним Државама, или Национална библиотека за слепе или RNIB у Великој Британији.
Телелупе, опрема која повећава и прави контраст текстуалних ставки, су високо технолошка алтернатива класичним повећавајућим уређајима. Такви су и модерни интернетски прегледници који могу повећати величину текста на појединим интернетским страницама путем контрола прегледника или кроз контроле на рачунару. Такође постоји преко 100 радио-читајућих сервиса широм света који слабовидним особама пружају услуге читања часописа преко радија. Међународно удружење аудио информацијских сервиса повезује све ове организације.

## Компјутери
Приступ технологији као што је читач екрана и повећало екрана омогућује слепима кориштење матичних компјутерских апликација. Већина законски слепих особа (70% у свим добним групама, према Seattle Lighthouse for the Blind) не користи компјутере. Само мали део ове популације, кад се упореди с заједницом која види, има приступ интернету. Ипак, како расположивост помоћних технологија расте, праћена усклађеним напорима како би се осигурала доступност информацијских технологија свим потенцијалним корисницима, укључујући и слепе особе, ово туробно стање се мења. Касније верзије Microsoft Windowsа укључују Accessibility Wizard & Magnifier за слабовидне, и Мајкрософт Наратор, једноставан читач екрана. Линукс дистрибуције (као лајв CD дискови) за слепе укључују Оралукс и Adriane Knoppix, потоњи развијен делом од стране Адријана Кнопера који је и сам био слабовидан. Макинтош ОС такође долази са уграђеним читачем екрана, названим VoiceOver.
Напредак остварен с растућом доступности интернета и прилагођавањем све већег броја интернет страница адаптивним технологијама, чини интернет много примамљивијим местом за слабовидне сурфере.
Експериментални приступи чулној супституцији почињу да пружају приступ произвољном, живом погледу с камером.

## Друга помагала
Људи могу да користе говорне термометре, повећане или обележене бројчанике на пећи, говорне џепне и обичне сатове, говорне ваге, говорне калкулаторе, говорне компасе и другу говорну опрему.

## Спортови
Слепе и слабовидне особе суделују у спортовима као што су пливање, скијање и атлетика. Неки спортови су измишљени и прилагођени за слепе, на пример, голбал, крикет и голф. Светски ауторитет у спортовима за слепе је Међународна федерација спортова за слепе (IBSA). Слабовидне особе суделују на Параолимпијским грама од Летње параолимпијаде у Торонту 1976. године.

## Слепоћа код животиња
Тврдње да су неке врсте сисара „рођене слепе“ односи се на њихово рађање са затвореним очима и спојеним рубовима капака, те касније отварање очног распорка, на пример, мачке и зечеви. Код људи су рубови капака спојени неко време пре рођења, али се отварају непосредно пре рођења; прерано рођене бебе понекад се рађају са затвореним очима које касније отварају. Друге животиње као што је кртица стварно су слепе, јер имају закржљале очи као одлику врсте, те се ослањају на друга чула.
Мотив слепих животиња је снажан у књижевности. Драма Питера Шафера добитника Тони награде, „Equus“, доноси причу о дечаку који је ослепио шест коња. Теодор Тејлоров класични роман за младе, „Невоља с Таком“, је о тинејџерки Хелен, која учи свог слепог пса да следи и верује псу који види. Џејкоб Апелова награђивана прича, „Штапови и шишарке“, описује раскол који слепи зец узрокује у животу младог пара. У нефикцији, недавни хит је есеј Линде Кеј Харди, „Лекције научене од слепе мачке“, у „Жена Мачка: Жене писци њиховим мачјим пријатељима“.

## Метафоричка употреба
Реч „слеп“ (придев и прилог) често се користи за означавање недостатка знања у нечему. На пример, „састанак на слепо“ је састанак људи који се никад раније нису сусрели.
„Слепа тачка“ је у подручју где неко не може да види, на пример подручје које возач не може да види од остатка аута.